# Ämten (Eggby socken, Västergötland)
Ämten är en sjö i Skara kommun i Västergötland och ingår i Göta älvs huvudavrinningsområde. Sjön är 20 meter djup, har en yta på 0,744 kvadratkilometer och befinner sig 129 meter över havet. Ämten ligger i Eahagen Natura 2000-område. Sjön avvattnas av vattendraget Råmmån. Ämten är en fiskesjö och här finns abborre, gädda, mört, sutare och braxen. Flodkräfta fanns tidigare, men år 2006 konstaterades att sjön drabbats av kräftpest.  Den 7,1 kilometer långa vandringsleden Eahagen-Öglunda ängar passerar sjön.

## Delavrinningsområde
Ämten ingår i det delavrinningsområde (648105-137505) som SMHI kallar för Utloppet av Ämten. Medelhöjden är 133 meter över havet och ytan är 1,91 kvadratkilometer. Det finns ett delavrinningsområde uppströms, och räknas det in blir den ackumulerade arean 10,67 kvadratkilometer. Råmmån som avvattnar avrinningsområdet har biflödesordning 2, vilket innebär att vattnet flödar genom totalt 2 vattendrag innan det når havet efter 233 kilometer. Delavrinningsområdet består mestadels av jordbruk (42 %). Avrinningsområdet har 0,73 kvadratkilometer vattenytor vilket ger det en sjöprocent på 38,4 %. Bebyggelsen i området täcker en yta av 0,06 kvadratkilometer eller 3 % av avrinningsområdet.